# Kaple Božího Těla (Olomouc)
Kaple Božího Těla je barokní kaple v prostoru bývalého jezuitského konviktu v Olomouci, ve kterém sídlí Umělecké centrum Univerzity Palackého. V současnosti je odsvěcena a je využívána jako koncertní síň a výukový prostor. Kaple je spolu s konviktem chráněná jako kulturní památka.

## Historie
Původní kaple Božího Těla byla postavena v 15. století na místě bývalé synagogy. V roce 1566 se v Olomouci usídlil jezuitský řád, který zde v roce 1573 založil univerzitu, a kaple přešla do jejich majetku. Sloužila původnímu jezuitskému konviktu, který byl v 17. století vystavěn do barokní podoby. 
Současná kaple byla postavena v letech 1724–1728 zřejmě pod vedením olomouckého stavitele Jana Jakuba Kniebandla (1670–1730), podle návrhu neznámého architekta. Vzorem se stal římský jezuitský kostel Sant'Andrea al Quirinale navržený Gianlorenzem Berninim. Kaple sloužila k bohoslužbám až do roku 1778, kdy byla univerzita přeložena do Brna. Konvikt poté využívala až do roku 1994 armáda. V 19. století kaple sloužila evangelické církvi. V roce 2002 byla kaple restaurována v rámci rekonstrukce celého komplexu pro potřeby Univerzity Palackého.

## Popis
Kaple je situována v severním bočním křídle Nového konviktu. Hlavní vstup do kaple je z ulice Univerzitní, boční vchod vede z přízemní chodby konviktu. Půdorys kaple má tvar protáhlého oválu, s délkou 15,9 m, šířkou 10,5 m a výškou 11,9 m. Podlaha je tvořena z dlaždic ve vzoru černobílé šachovnice. Osvětlení kaple zajišťují dvě řady oken na bočních stěnách a jedno vysoké okno nad hlavním vchodem. Okna ve spodním patře jsou polokruhově zaklenuta, horní jsou obdélníková. Stěny kaple jsou členěny dvojitými pilastry, které nesou dvojitou římsu zdobenou akantem. V čele je mezi dvojicí korintských sloupů umístěn hlavní oltář. Na bočních stěnách jsou oltáře ve štukových rámech zdobených postavami andělů. V zadní části kaple se nachází kruchta s dřevěným zábradlím, která je přístupná také přímo z druhého podlaží konviktu.

## Výzdoba
Umělecká výzdoba kaple probíhala v letech 1727 až 1729. Štukovou a sochařskou výzdobu provedl Filip Sattler (1695–1738), autorem maleb kombinovanou technikou fresco a secco je olomoucký malíř Jan Kryštof Handke (1694–1774).
Sattler vyhotovil štukové rámy dvou bočních oltářů s postavami andělů a pískovcové sochy zdobící hlavní oltář. Po stranách jsou to v nadživotní velikosti určené jako alegorie Lásky (vlevo) a Naděje (vpravo), na vrcholu štuková postava Víry obklopená andílky.
Oltářní obrazy jsou dílem Jana Kryštofa Handkeho. Tématem hlavního oltářního obrazu je Večeře v Emauzích (datováno 1729). Na bočních oltářích je na pravém vymalována Nejsvětější Trojice se sv. Barborou a sv. Bonifácem/Wolfgangem? (datováno 1729) a na pravém přesně neurčený kapucínský řeholník, patrně se jedná o sv. Vavřince z Brindisi, případně sv. Felixe z Cantalice, kterému se zjevuje Kristus (druhotně umístěný, datováno 1747). Na menších malbách v okenních špaletách po stranách oltáře jsou zachycení mladí jezuitští světci sv. Stanislav Kostka a sv. Alois Gonzaga při přijímání svátosti oltářní.

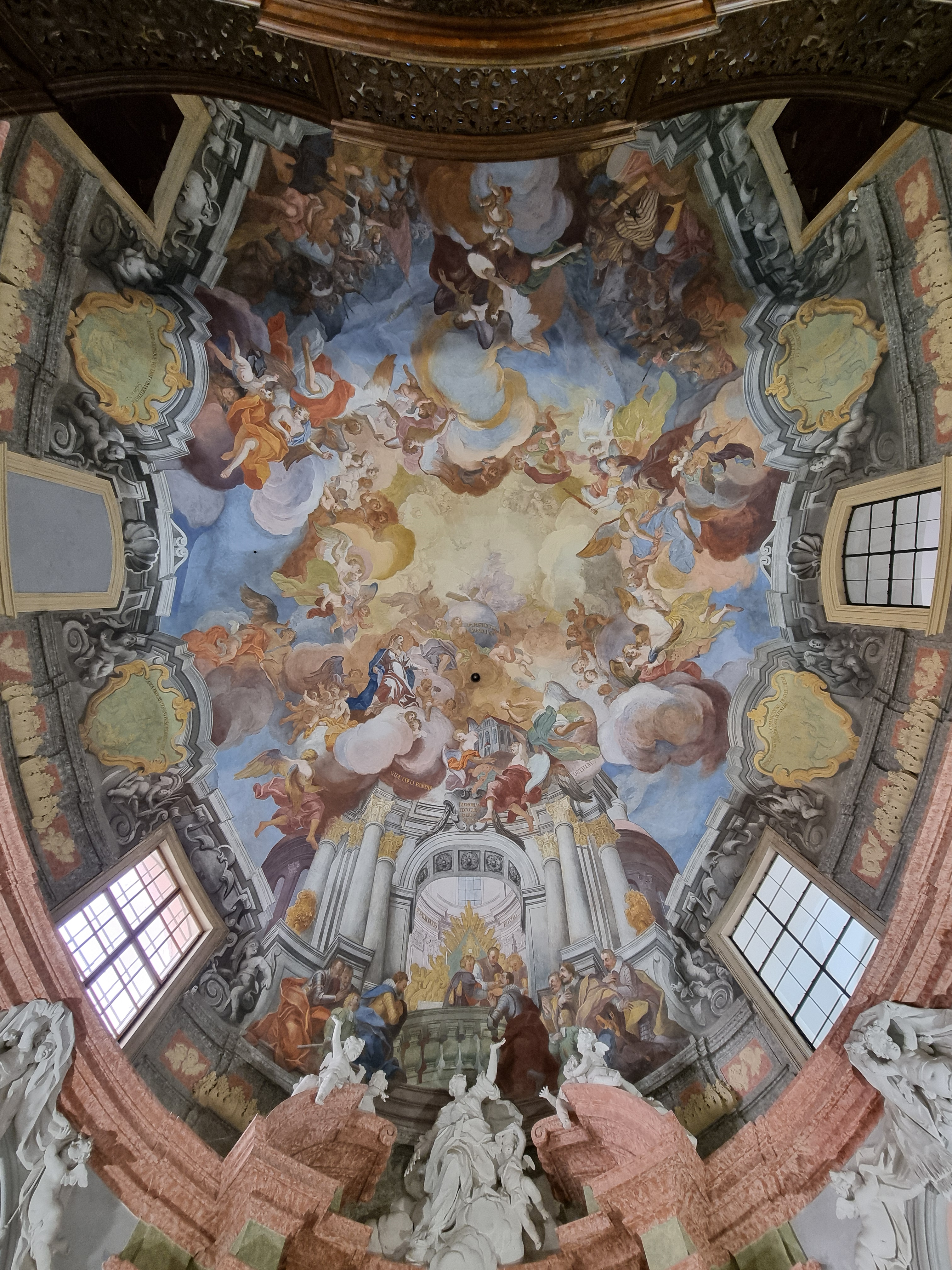
Klenba s malbou Jana K. Handkeho (1728)

Strop kaple pokrývá Handkeho rozměrná figurální výjev s námětem Oslava Nejsvětější svátosti a legendou zachycující vítězství Jaroslava ze Šternberka nad Tatary v roce 1241. Jaroslav je zde zobrazen před bitvou, při svatém přijímání a jeho slib, že po vítězné bitvě založí kostel na Předhradí. Okraj fresky tvoří iluzivní architektura se šesti kartušemi, na kterých jsou scény vztahující se k legendě o vítězné bitvě a jejich biblické pandány. Výjevy jsou doplněny latinskými nápisy.
Na spodní klenbě kruchty se nachází nástěnná malba Strom života od Jana Drechslera (1727–1728) žáka Handkeho. Od stejného autora je zřejmě i malba iluzivní architektury se sv. Cecílií při vstupu z prvního patra konviktu.

## Využití
Kaple slouží jako koncertní síň a výukový prostor Katedry muzikologie FF UP a také se zde konají svatební obřady. Využívá se také k autorským čtením a poskytuje zázemí i festivalům, které se v Uměleckém centru konají každoročně (např. Academia Film Olomouc).
Kaple Božího Těla je odsvěcená a veřejnosti přístupná při zvláštních příležitostech nebo po předchozí domluvě s manažerkou Uměleckého centra Univerzity Palackého.

## Galerie

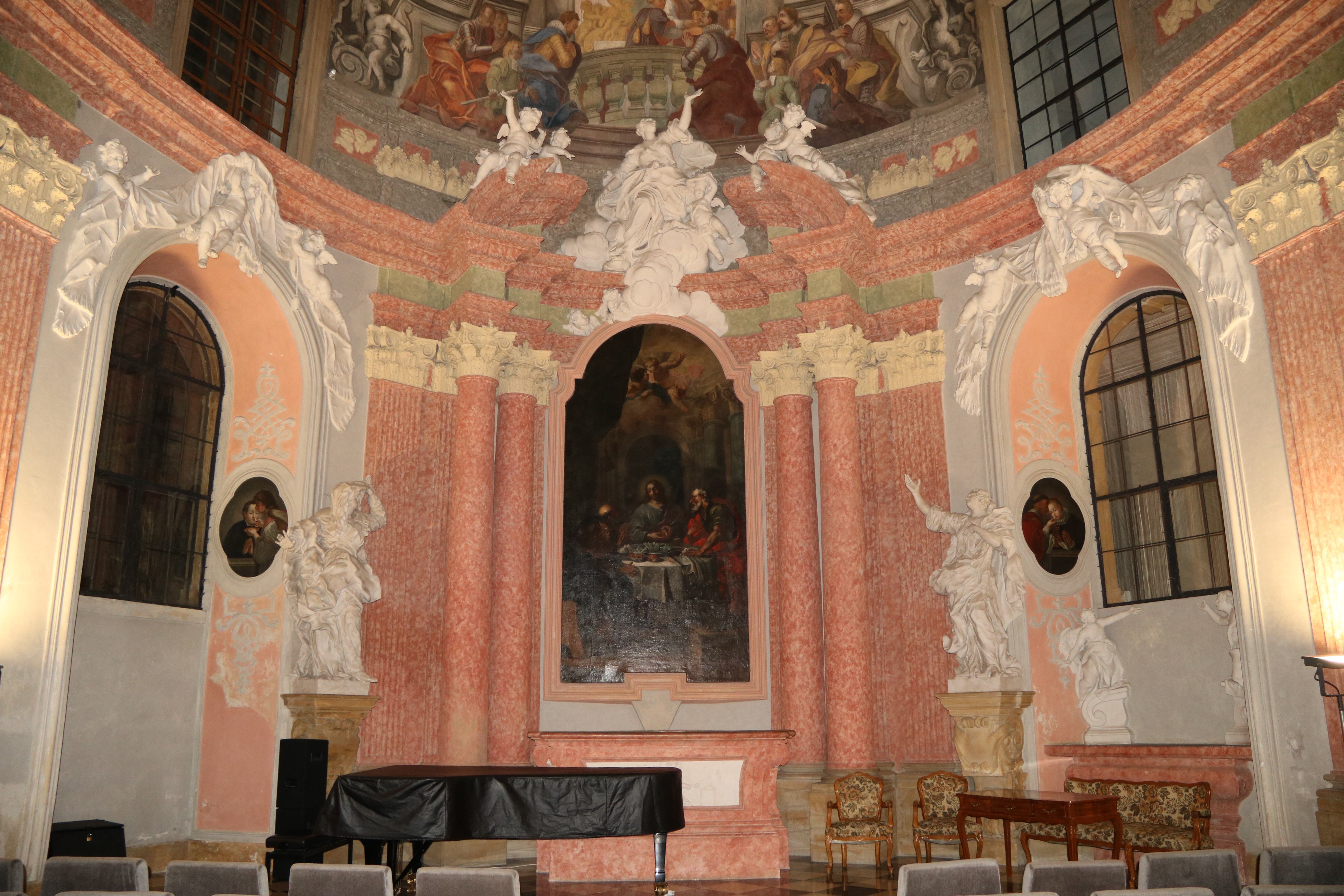
Pohled k hlavnímu oltáři – štuková výzdoba Filipa Sattlera
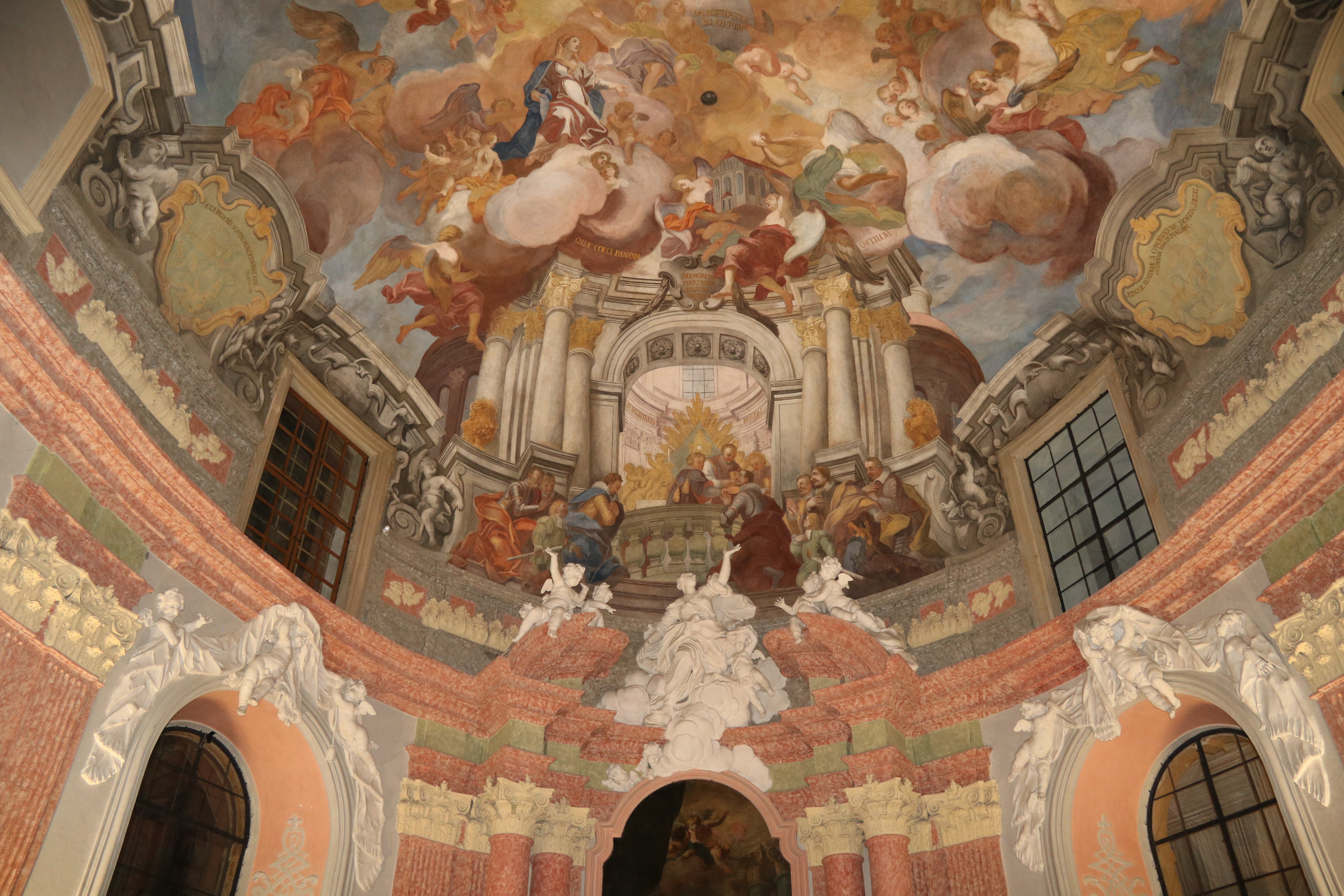
Detail fresky s přijímáním Jaroslava ze Šternberka od Jana K. Handkeho (1728)
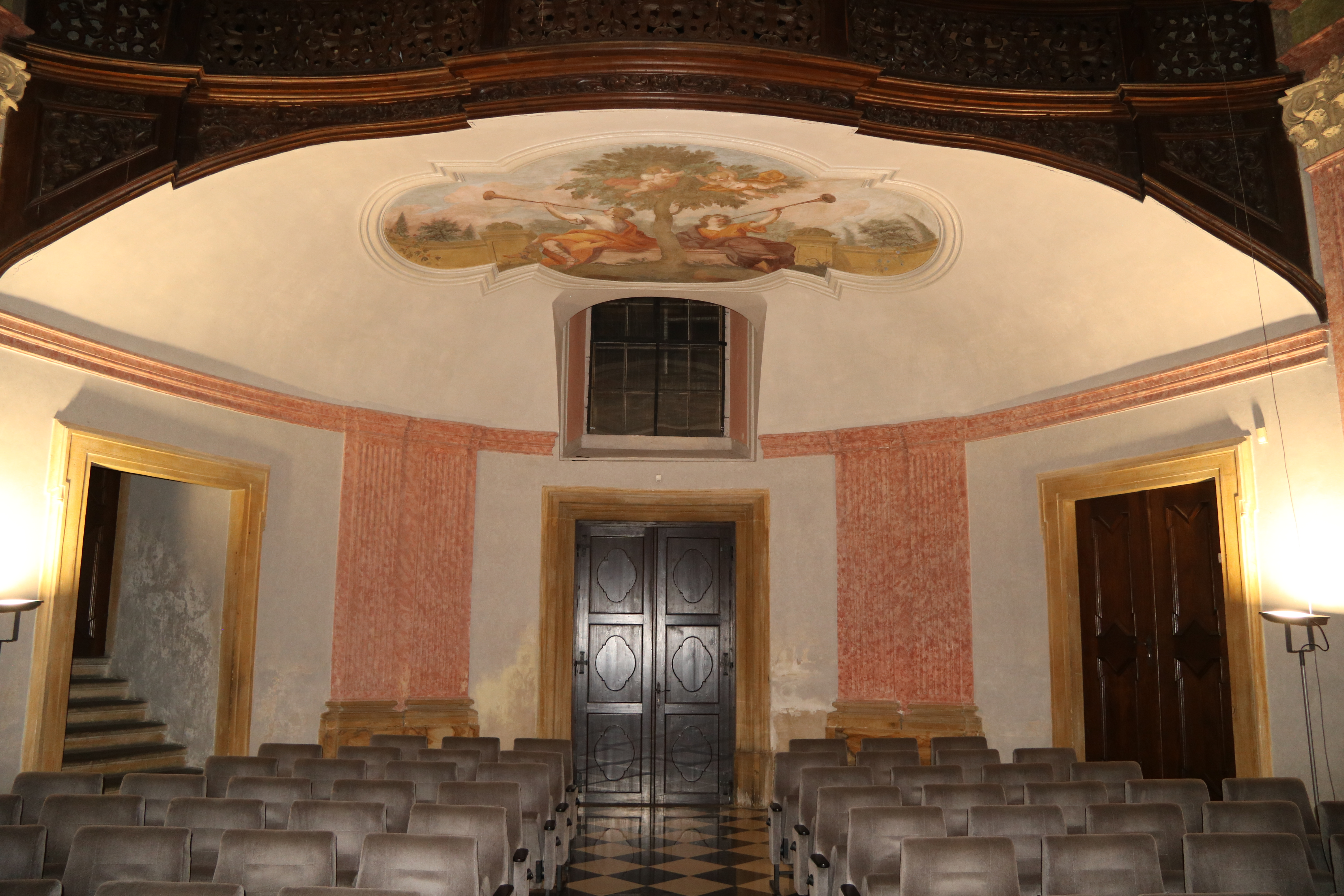
Podkruchtí
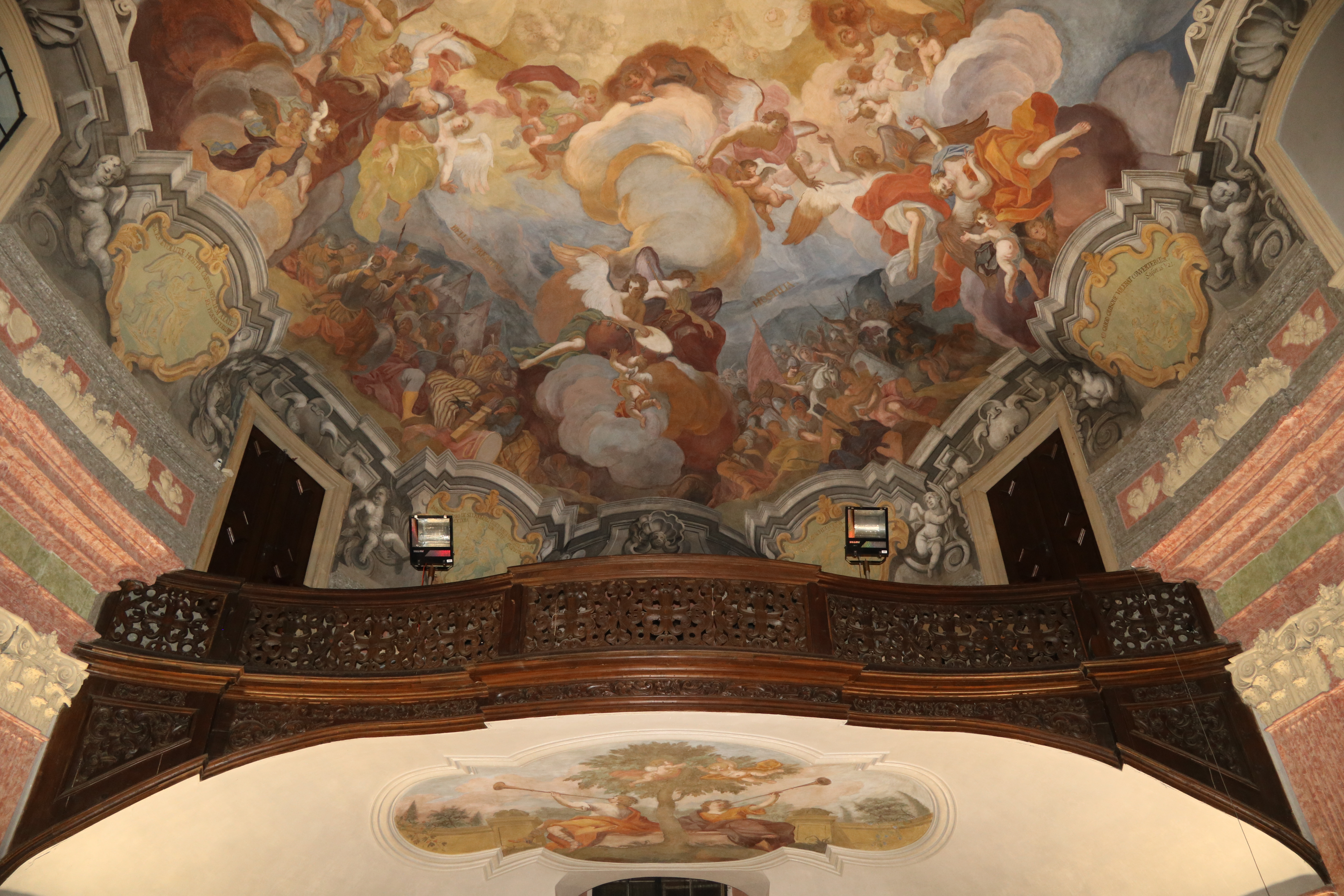
Freska nad kruchtou
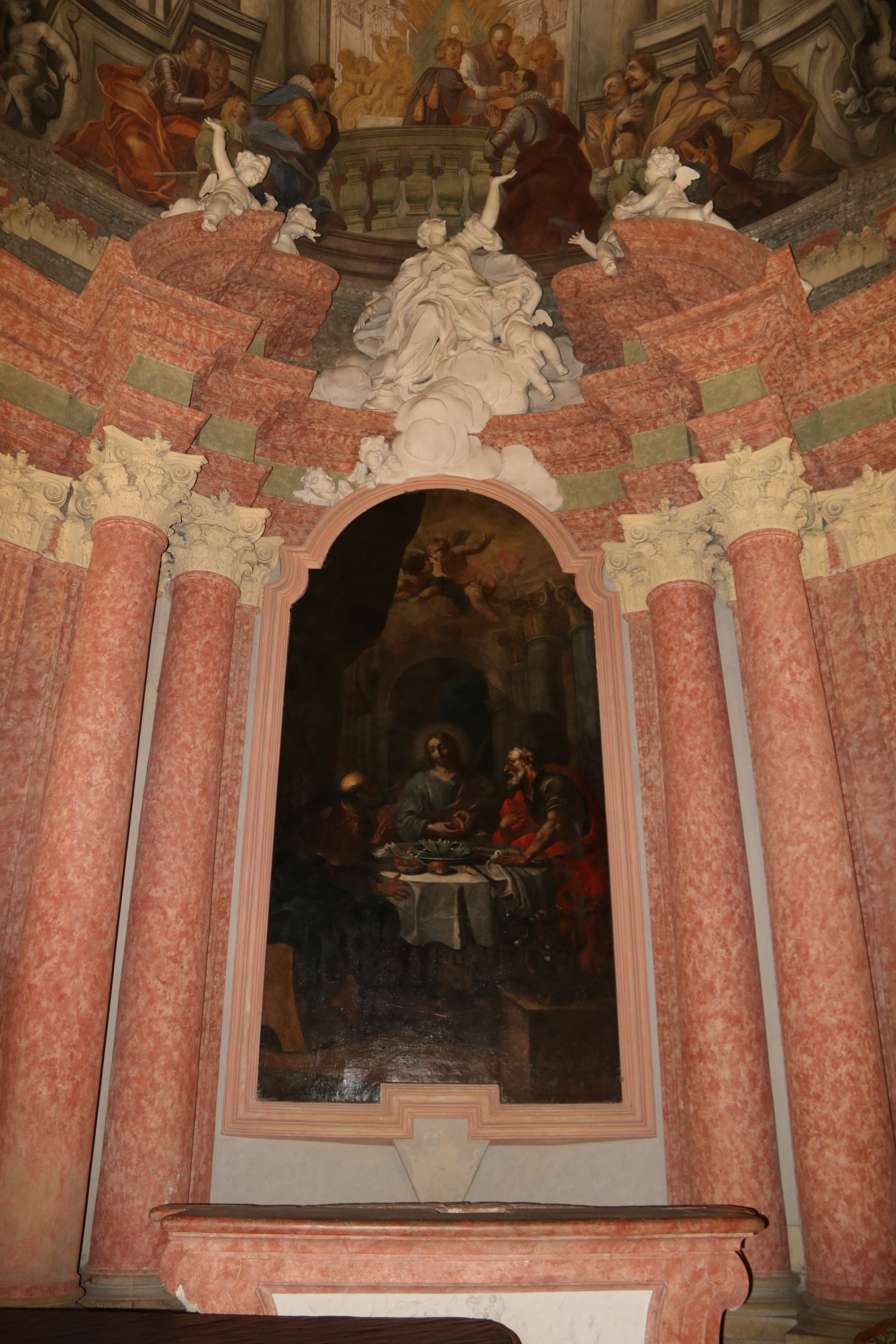
Obraz Večeře v Emauzích od Jana K. Handkeho (1729)
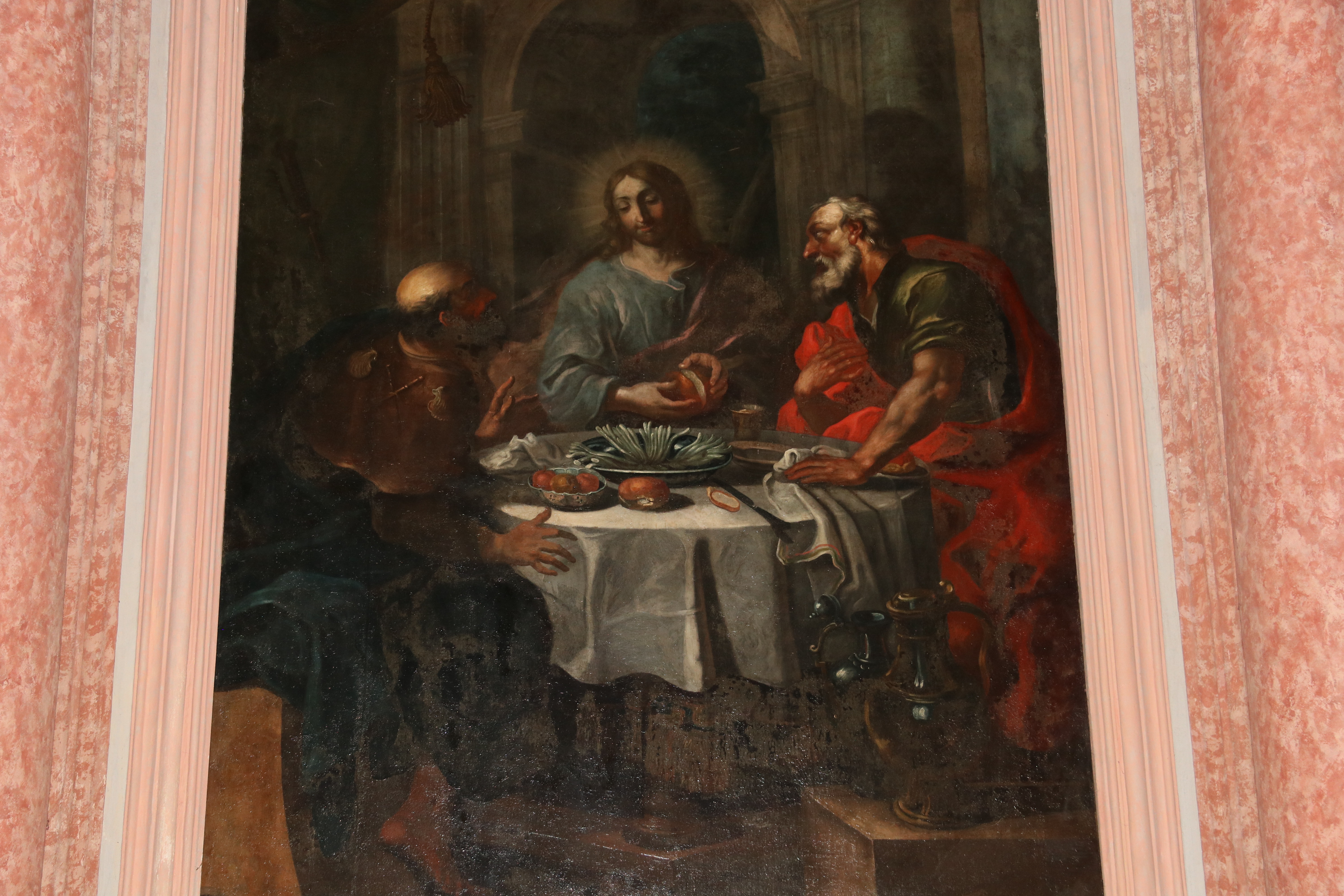
Detail obrazu Večeře v Emauzích od Jana K. Handkeho (1729)
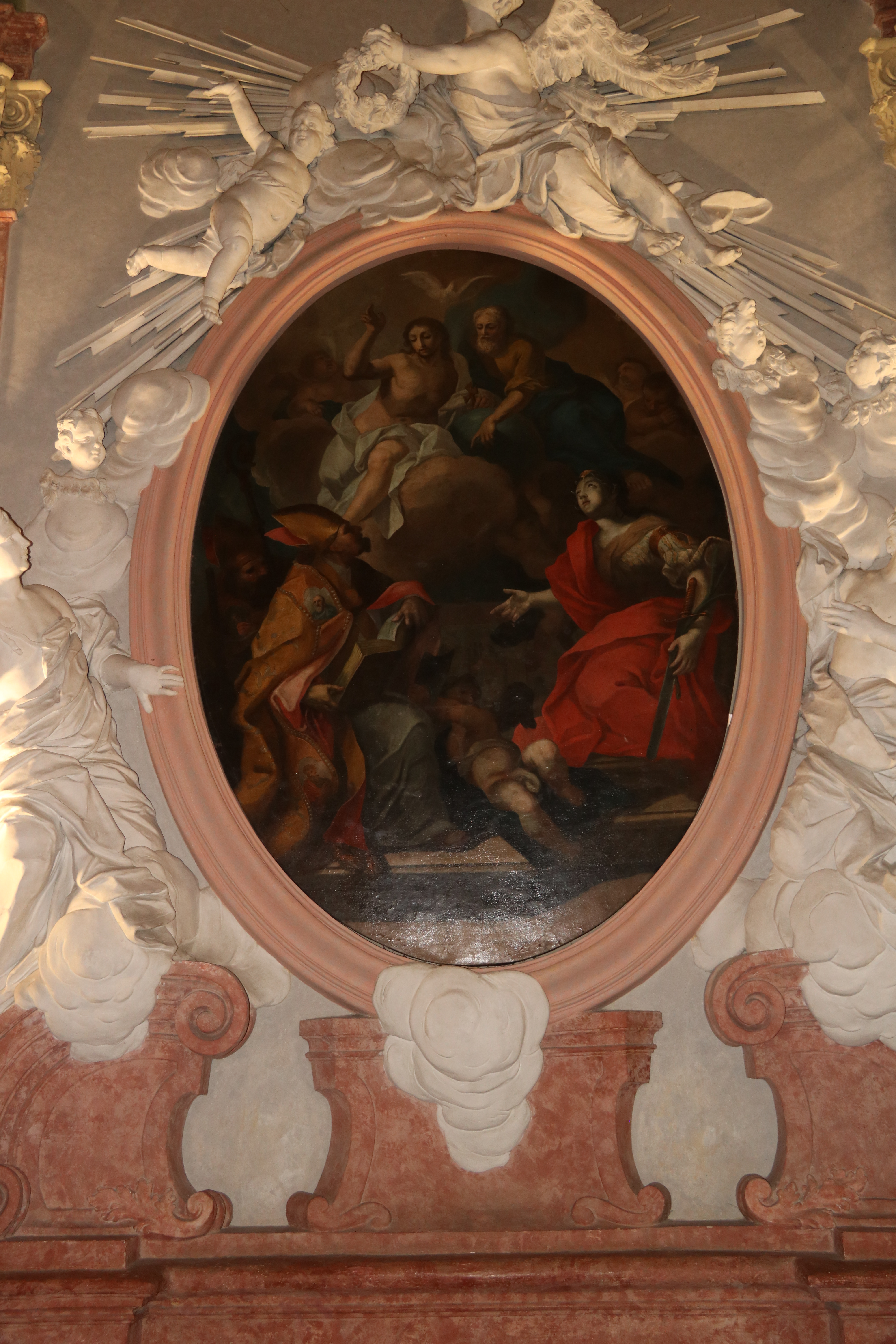
Oltář s obrazem sv. Trojice se (sv. Bonifácem) a sv. Barborou – Jan K. Handke (1729)
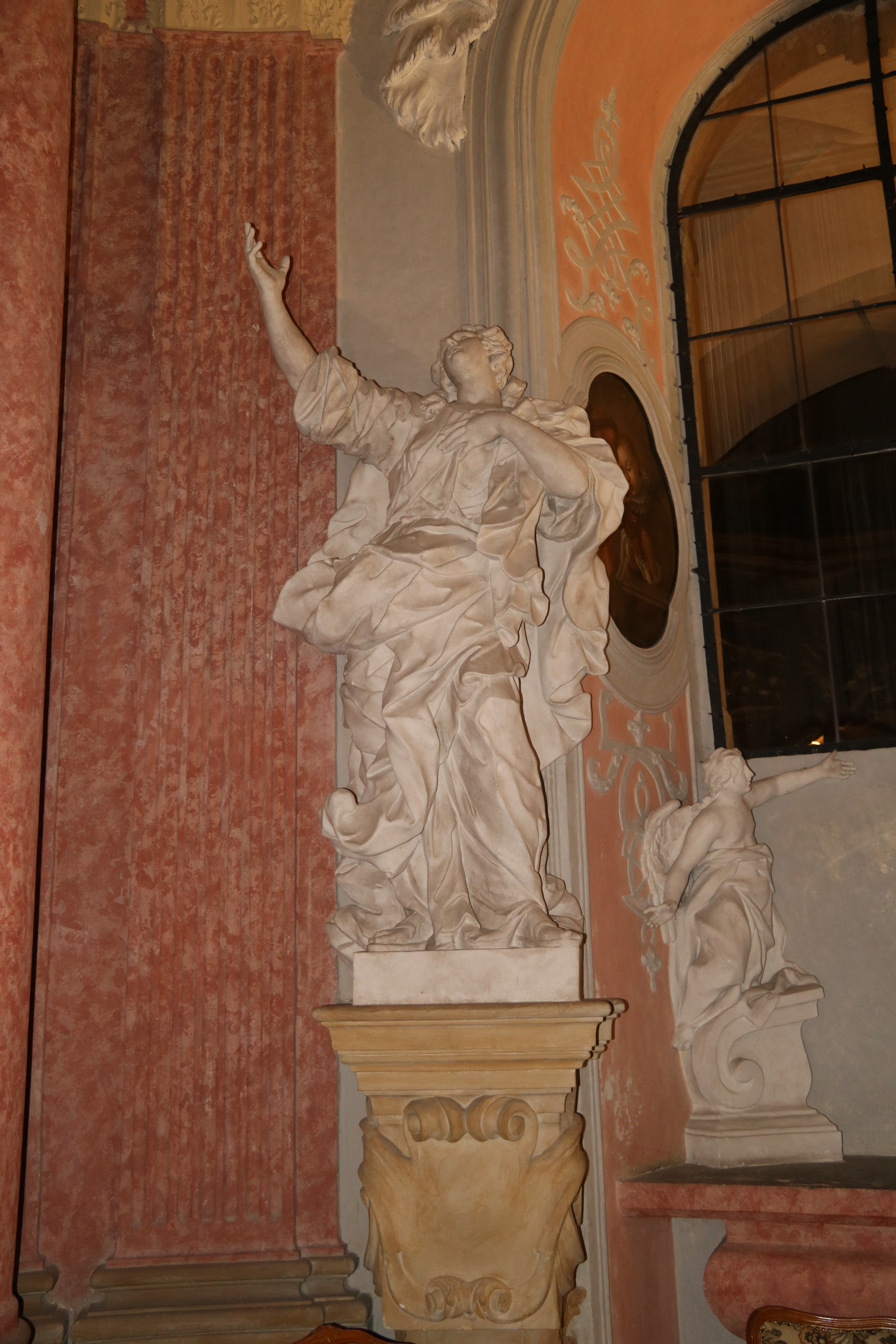
Alegorie Naděje – Filip Sattler (1728)
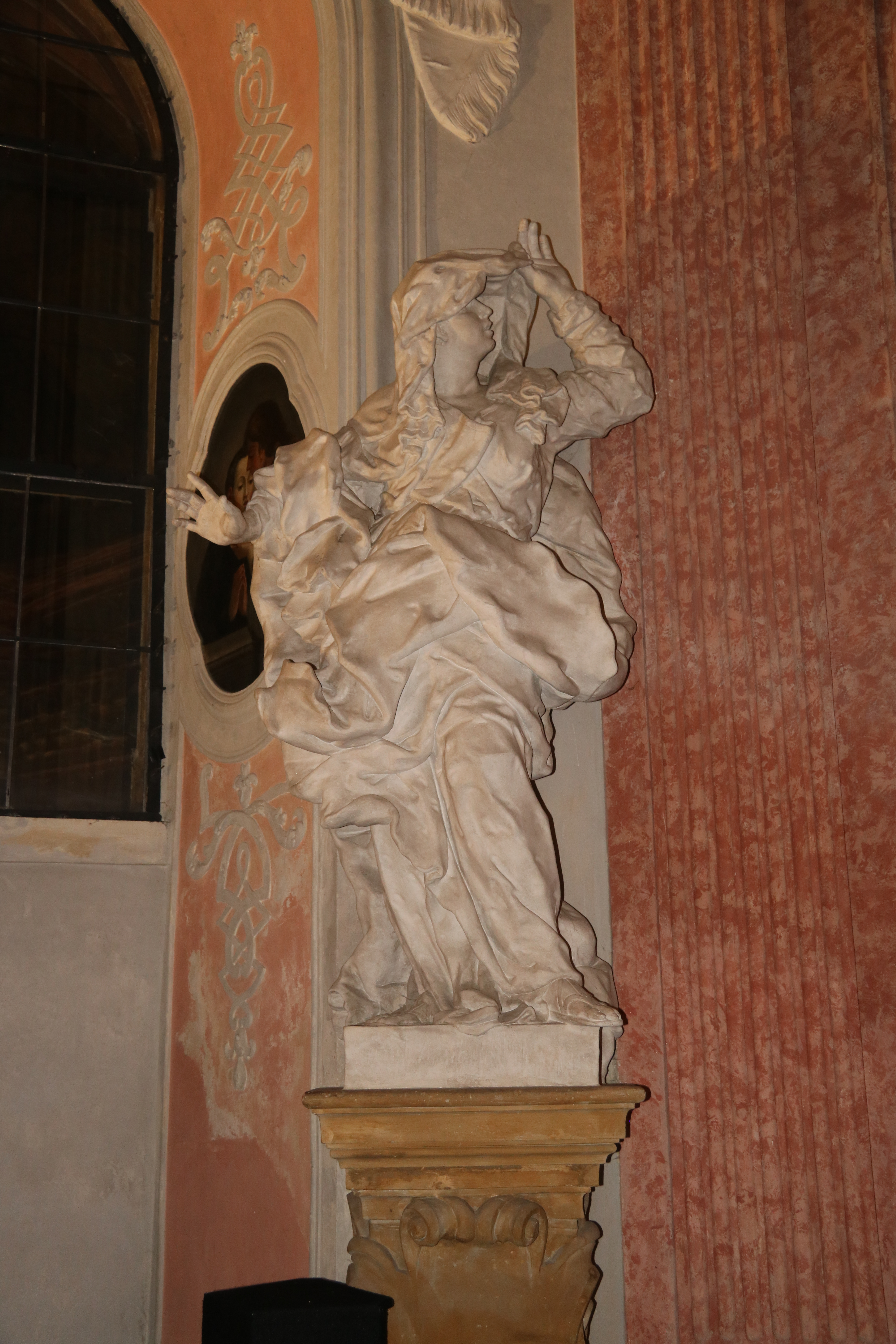
Alegorie Lásky – Filip Sattler (1728)